# Ong Hock Sim
Ong Hock Sim (* 1913; † 1978) war ein malaysischer Badmintonspieler. 

## Karriere
1931 erhielt Sim den 'Queen's Scholarship Award', der ihn zu Studien nach Cambridge führte. Neben seinem Studium war Sim während seines Aufenthalts in Europa auch auf sportlichem Gebiet tätig. So gewann er 1937 sowohl das Herreneinzel als auch das Mixed mit F. M. Creen bei den Denmark Open. 
Seine Studien führten ihn von Europa weiter in die USA, wo er auch weiterhin seiner Badmintonleidenschaft frönte. Für Aufregung sorgte seine Teilnahme an den dortigen nationalen Meisterschaften 1937. Im Vorfeld dieser ersten US-Meisterschaft wurden heftige Diskussionen darüber geführt, ob ein malaysischer Badmintonspieler an den nationalen Titelkämpfen der USA startberechtigt sei. Letztendlich entschied man sich zugunsten von Sim – eine Entscheidung, die sicher alle vier Vor-Final-Gegner von Sim bereuten. Ong Hock Sim besiegte seine Kontrahenten bis zum Endspiel souverän, ehe er im Finale mit Walter R. Kramer einen ebenbürtigen Gegner fand. Der 24-jähriger Kramer vom Detroit Badminton Club besiegte Sim 15:10 und 15:4 und sorgte somit dafür, dass der erste US-Titel auf dem amerikanischen Kontinent blieb.
Ong Hock Sim wurde nach seiner sportlichen Karriere am 9. Februar 1946 erster Präsident der „Old Georgians Association“ und arbeitete in höheren Funktionen der malaysischen Justiz.